# 鳥居平やまびこ公園
鳥居平やまびこ公園（とりいだいらやまびここうえん）は、長野県岡谷市にある総合公園（都市公園）。
市街地から約2キロメートルのところに位置し、標高950m～1,020mの山間部にある。公園からは諏訪湖とそれを取り巻く岡谷市街地と下諏訪町、諏訪市を眼下に見下ろすことができる優れた景観を有している。また、遠くには八ヶ岳連峰と蓼科山、甲斐駒ケ岳なども見ることができる。

## 公園のコンセプト
この公園は、子どもからお年寄りまですべての世代が一緒に利用できる「ファミリーパーク」を目指している。このため公園区域全体を自然、展望、遊戯、スポーツ、文化の5つのレクリエーションゾーンに分け、これに各広場と各種の施設をレイアウトしている。

## 施設の概要
- 中央ひろば
- サイクリングコース
- ピクニックひろば
- いこいのひろば
- 花見ひろば
- 渓流ひろば
- 催物ひろば（野外音楽堂）
- 植物園
- 展望ひろば
- スポーツひろば（多目的）
- テニスコート（3面）
- オアシス棟
- マレットゴルフ場（36ホール）
- ドッグラン（大型犬、小型犬）

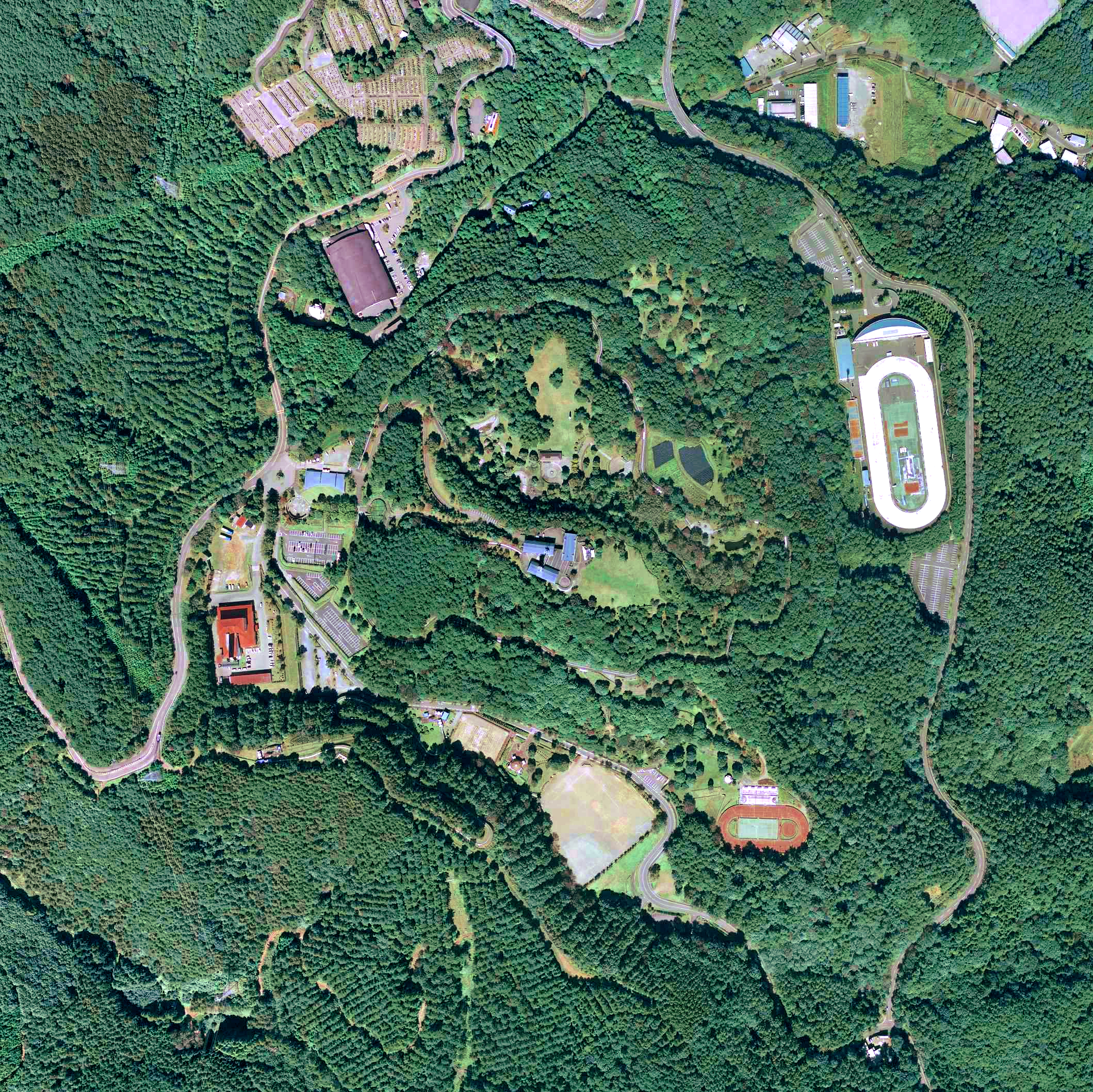
施設空撮

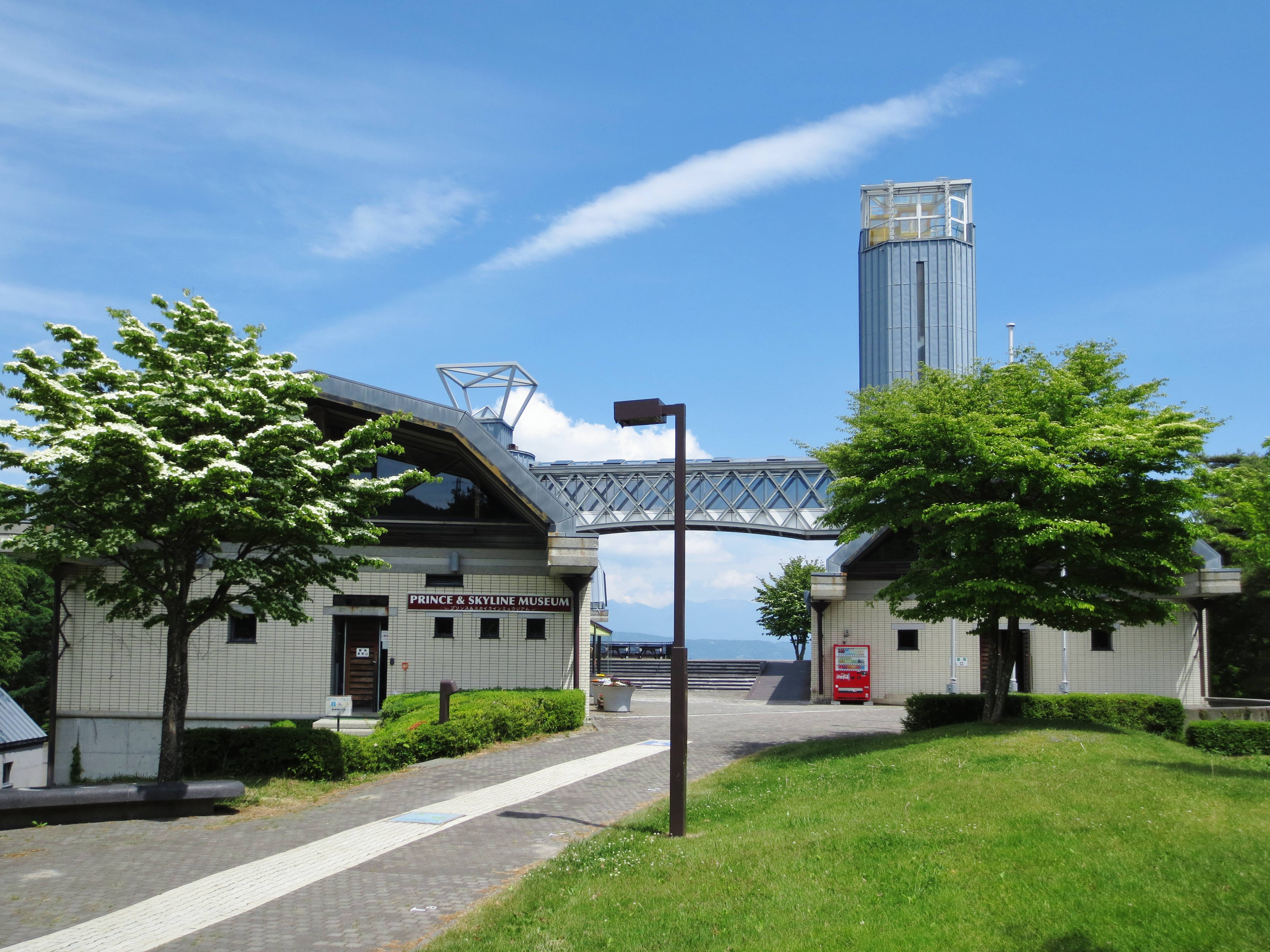
展望塔（右）とプリンス&スカイラインミュウジアム（左）

- サマーボブスレー（全長659m、落差18mの林間コース）
- ジャンボすべり台
- センターハウス（プリンス&スカイラインミュウジアム）
- センターハウス（レストラン）
- 管理棟（売店）

## 公園の建設経過等
昭和55年のスポーツ広場の造成から始まり、昭和58年から部分開園、昭和62年には全園が完成した。総面積30ha、総事業費は33億4,400万円に上る。平成元年には、社団法人日本公園緑地協会により「日本の都市公園100選」に選定された。本公園は岡谷市が建設し、昭和61年より公益財団法人おかや文化振興事業団へ管理運営を委託している。